# Be Not Nobody
| Recensione    | Giudizio |
| ------------- | -------- |
| AllMusic      | [ 7 ]    |
| Rolling Stone | [ 8 ]    |

Be Not Nobody è il primo album in studio della cantautrice statunitense Vanessa Carlton, pubblicato il 30 aprile 2002 su etichetta discografica A&M, e trainato dal singolo A Thousand Miles.

## Tracce
Testi e musiche di Vanessa Carlton eccetto dove indicato.
1. Ordinary Day – 3:58
2. Unsung – 4:20
3. A Thousand Miles – 3:57
4. Pretty Baby – 3:55
5. Rinse – 4:31
6. Sway – 3:57
7. Paradise – 4:50
8. Prince – 4:09
9. Paint It Black – 3:30 (Mick Jagger, Keith Richards)
10. Wanted – 3:55
11. Twilight – 4:49
12. Twilight (Live) – Japan Bonus Track
13. Wanted (Ripe Mix) – 3:55 – UK/Japan Bonus Track

## Classifiche

### Classifiche settimanali
| Classifiche (2002) | Posizione massima |
| ------------------ | ----------------- |
| Australia          | 13                |
| Austria            | 13                |
| Belgio (Fiandre)   | 17                |
| Belgio (Vallonia)  | 24                |
| Danimarca          | 20                |
| Francia            | 17                |
| Germania           | 7                 |
| Norvegia           | 33                |
| Nuova Zelanda      | 23                |
| Paesi Bassi        | 14                |
| Regno Unito        | 7                 |
| Stati Uniti        | 5                 |
| Svezia             | 44                |
| Svizzera           | 15                |

### Classifiche di fine anno
| Classifica (2002) | Posizione |
| ----------------- | --------- |
| Australia         | 81        |
| Francia           | 134       |
| Germania          | 78        |
| Paesi Bassi       | 98        |
| Regno Unito       | 109       |
| Stati Uniti       | 76        |
| Svizzera          | 63        |
| Classifica (2003) | Posizione |
| Stati Uniti       | 188       |